# Kreis Steinfurt
Kreis Steinfurt är ett administrativt distrikt i norra delen av förbundslandet Nordrhein-Westfalen i Tyskland, tillhörande Regierungsbezirk Münster. I distriktet ligger flygplatsen för de två närbelägna städerna Münster och Osnabrück, Münster/Osnabrücks flygplats. Största stad i distriktet är Rheine med 76 546 invånare.

## Administrativ kommunindelning
Kreis Steinfurt indelas i 24 kommuner (Gemeinden), varav fyra räknas som medelstora städer och en som större stad i administrativ mening, med högre grad av självförvaltning än övriga städer och kommuner.
| Större stad - Rheine Medelstora städer - Emsdetten - Greven - Ibbenbüren - Steinfurt (huvudort) Mindre städer - Hörstel - Horstmar - Lengerich - Ochtrup - Tecklenburg | Landskommuner - Altenberge - Hopsten - Ladbergen - Laer - Lienen - Lotte - Metelen - Mettingen - Neuenkirchen - Nordwalde - Recke - Saerbeck - Westerkappeln - Wettringen |  |

1. ↑  hämtat från: tjeckiskspråkiga Wikipedia.[källa från Wikidata]
2. ↑  läs online, www.landesdatenbank.nrw.de .[källa från Wikidata]
3. ↑  läs online, www.destatis.de .[källa från Wikidata]